# Tripterotyphinae
Tripterotyphinae is een onderfamilie van weekdieren uit de klasse van de Gastropoda (slakken).

## Geslachten
- Cinclidotyphis DuShane, 1969
- Pterotyphis Jousseaume, 1880
- Semityphis Martin, 1931 †
- Tripterotyphis Pilsbry & Lowe, 1932